# Grandisonia sechellensis
Grandisonia sechellensis es una especie de anfibio gimnofión de la familia Caeciliidae.
Es endémica de las Islas Seychelles: se halla en las islas de Mahé, Praslin y Silhouette.
Sus hábitats naturales incluyen bosques secos tropicales o subtropicales, montanos secos, ríos, marismas de agua dulce, corrientes intermitentes de agua dulce, plantaciones, jardines rurales y zonas previamente boscosas ahora muy degradadas.